# Dom (títol)
En català, dom és el tractament que es dona als monjos benedictins o altres comunitats que segueixen la seva regla (com també els cartoixans), i és una abreviació de «Domnus», forma sincopada del llatí «dominus», que significa «senyor». No s'ha de confondre amb «don» en castellà, que és un vocable més genèric, ni el «don» català, reservat als nobles del Principat.
«Senyor» o «senyora» són vocables d'origen llatí («sĕniōre», que significa «vell» o «persona d'autoritat») que s'usen protocol·làriament per mostrar respecte, cortesia, distinció social o intel·ligència. En aquest sentit, a Espanya i els seus regnes de les Índies, es feia servir per diferenciar el plebeu del noble o el crioll de la majoria de les persones. Les persones que no tenien títols de noblesa eren anomenades «pecheros» i es gravaven en els impostos sobre els béns.
L'anteposició de «don« (abreujat «D.») al nom dels homes i «doña» (abreujat «Dª.») al de les dones en castellà no indica un títol, sinó un tractament deferencial. L'ús d'aquest tractament ha variat molt al llarg del temps. Encara que l'ús és estès, es considera que una persona és «don» o «doña» si ha acabat alguna diplomatura o el batxillerat.